# Estrangulamento

Estrangulamento (étranglement, strangulation en portugais) est une technique d'étranglement avant en capoeira qui consiste à attraper la gorge de l'adversaire  avec une ou deux mains.

Cette technique est généralement utilisée pour inciter l'adversaire à abandonner une prise. Elle peut être effectuée après un arrastão si la personne à terre s'agrippe à la taille avec ses jambes, pour se dégager d'une cruz ou pour servir d'appui en donnant des coups de poing de l'autre main.